# 52e (Laagland) Divisie
De Britse 52e (Laagland) Divisie (thans 52e Infanterieregiment) is een onderdeel van de British Army. Zij is opgericht in 1908 als onderdeel van de "Territorial Force", de reserve van het Britse Leger.

## Eerste Wereldoorlog
Aanvankelijk werd de divisie aangewezen om een deel van de Schotse kust te bewaken en te verdedigen tegen een mogelijk invasie. In juni 1915 werd de divisie (minus twee artilleriebrigades) naar Gallipoli gestuurd. Nog voor de eenheden in Gretna Green in konden schepen, verloor men een groot aantal manschappen. Het 7e Bataljon, de Royal Scots, was betrokken bij de Treinramp bij Quintinshill en telde daar 210 doden en 224 gewonden.
Gedurende de Eerste Wereldoorlog vocht de divisie in Gallipoli, Sinaï, Palestina en aan het Westfront in Frankrijk.

### Gallipoli
De divisie landde op Gallipoli bij Kaap Helles, als onderdeel van het 8e Korps. De 156e Brigade arriveerde op tijd om verpletterd te worden in de Slag bij Gully Ravijn onder de beruchte luitenant-generaal Aylmer Hunter-Weston. Doordat de brigade oprukte langs "Fir Tree Spur" aan de rechterkant van het ravijn, had en weinig artillerieondersteuning. Daarbovenop kwam het gebrek aan gevechtservaring en de onbekendheid met het slagveld. De brigade verloor 1400 manschappen, waaronder 800 doden, ongeveer de helft van zijn sterkte.
Toen de overige brigades geland waren, werden zij richting Krithia gestuurd. De aanval, uitgevoerd op 12 juli, ging langs Achi Baba Nullah naar Krithia. De brigades slaagden erin de loopgraven van de Turkse troepen te veroveren. De verdere ondersteuning was echter slecht waardoor men kwetsbaar was voor tegenaanvallen. Door een verliespercentage van 30% waren de brigades niet in staat haar nieuwe posities uit te buiten.

### Sinaï en Palestina
Later vertrok de divisie naar Egypte als deel van de Egyptian Expeditionary Force. Als onderdeel van deze macht bemande zij de oostwaarts gericht defensieve fortificaties gedurende de Slag om Romani (3-5 augustus 1916) in de Sinaïwoestijn. Er vond een heftig treffen plaats tussen de 52e (Laagland) Divisie en de Turkse rechterflank terwijl de "Australian Light Horse", de "New Zealand Mounted Rifles" en de "5th Mounted Yeomanry" slag leverden in het centrum en op de linkerflank. Door watergebrek kon de infanterie de aanvallen van de cavalerie onvoldoende ondersteunen. Hierdoor konden de Turken hun aanval niet succesvol afronden, maar konden ook de geallieerde troepen de terugtrekkende troepen niet succesvol aanvallen. In het verdere verloop van de Sinaï-campagne fungeerde zij in een ondersteunende rol, aangezien het slagveld meer geschikt was voor bereden eenheden. Wel bezette de divisie Bir el Abd, El Mazar en El Arish.
In maart en april 1917 vocht de divisie in de Eerste Slag van Gaza en de Tweede Slag van Gaza. De vernietiging van "Sea Post", een sterke Turkse schans westelijk van Gaza, in juni 1917, door de Schotse 1/5e King's Own Borderersmarkeerde het begin van een serie succesvolle raids waarmee de vijand bestookt en last gevallen werd in de maanden voorafgaande aan de wintercampagne.
Als een divisie van het XXIe Corps speelde zij een belangrijke rol in de uiteindelijke nederlaag van de Turken in de Derde Slag van Gaza en de daaropvolgende opmars.
In december 1917 nam de divisie deel aan de Slag om Jeruzalem. Volgens het verslag van generaal Edmund Allenby was het oversteken van de Nahr El Auja in de nacht van 21 op 22 december 1917 door de drie brigades van de divisie een meesterlijke operatie.

"It reflects great credit on the 52nd (Lowland) Division. It involved considerable preparation, the details of which were thought out with care and precision. The sodden state of the ground, and, on the night of the crossing, the swollen state of the river, added to the difficulties, yet by dawn the whole of the infantry had crossed. The fact that the enemy were taken by surprise, and, that all resistance was overcome with the bayonet without a shot being fired, bears testimony to the discipline of this division. The operation, by increasing the distance between the enemy and Jaffa from three to eight miles, rendered Jaffa and its harbour secure, and gained elbow-room for the troops covering Ludd and Ramleh and the main Jaffa-Jerusalem road."

"Het strekt de 52e (Laagland) Divisie tot grote eer. Het vroeg om aanzienlijke voorbereidingen, die met zorg en precisie werden getroffen. De doorweekte bodem en, in de nacht van de oversteek, de hoge waterstand van de rivier maakten de operatie extra moeilijk, maar nog voor de dageraad was de gehele infanterie overgestoken. Het feit dat de vijand werd verrast en dat alle verzet werd overwonnen met de bajonet zonder dat er een schot werd gelost, getuigt van de discipline van deze divisie. Doordat de operatie de afstand tussen de vijand en Jaffa vergrootte van drie tot acht mijl, waren Jaffa en zijn haven gevrijwaard van oorlogsgeweld en kregen de troepen in Ludd, Ramleh en op de belangrijke weg Jaffa-Jeruzalem meer bewegingsruimte."

### Frankrijk
In maart 1918 werd de divisie overgeplaatst naar Frankrijk. Daar vocht zij in de Tweede Slag aan de Somme, de Tweede Slag bij Arras en de Slag om de Hindenburglijn gedurende het Honderddagenoffensief.

### Na de oorlog
Evenals andere eenheden van het Territoriale Leger werd de divisie na de oorlog opgeheven. In 1920 werd het echter weer opgericht als reserve-eenheid.

### Samenstelling gedurende de Eerste Wereldoorlog
De divisie bestond uit drie infanteriebrigades en één cavaleriebrigade.
155e (South Scottish) Brigade
- 1/4e Bataljon, de Royal Scots Fusiliers
- 1/5e Bataljon, de Royal Scots Fusiliers
- 1/4e (The Border) Bataljon, de King's Own Scottish Borderers
- 1/5e (Dumfries and Galloway) Bataljon, de King's Own Scottish Borderers

156e (Scottish Rifles) Brigade
- 1/4e (Queens Edinburgh Rifles) Bataljon, de Royal Scots
- 1/7e Bataljon, de Royal Scots
- 1/5e Bataljon, de Cameronians (Scottish Rifles)
- 1/6e Bataljon, de Cameronians (Scottish Rifles)
- 1/7e Bataljon, de Cameronians (Scottish Rifles)
- 1/8e Bataljon, de Cameronians (Scottish Rifles)

157e (Highland Light Infantry) Brigade
- 1/5e (City of Glasgow) Bataljon, de Highland Light Infantry Regiment
- 1/6e (City of Glasgow) Bataljon, de Highland Light Infantry Regiment
- 1/7e (Blythswood) Bataljon, de Highland Light Infantry Regiment
- 1/9e (Glasgow Highlanders) Bataljon, de Highland Light Infantry Regiment
- 1/5e (Renfrewshire) Bataljon, de Argyll & Sutherland Highlanders

Lowland Mounted Brigade
- 1/1e Ayrshire Yeomanry
- 1/1e Lothian and Border Horse
- 2/1e Lothian and Border Horse

## Tweede Wereldoorlog

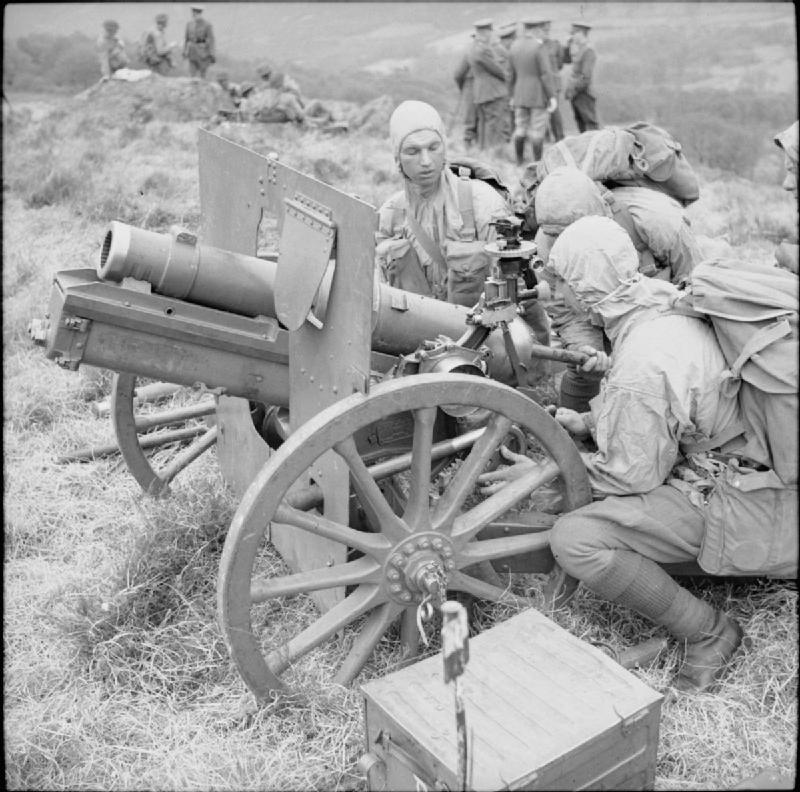
Een 3,7 inch Mountain Howitzer van 1 Mountain Artillery Regiment, Royal Artillery, toegevoegd aan de 52e Divisie, op oefening op Trawsfynydd in Wales in 1942. De kanonniers dragen weerbestendig anoraks, bergbeklimmerbroek en wollen kousen.

De 52e (Laagland) Divisie werd in 1939 gemobiliseerd als onderdeel van de British Expeditionary Force. Het nam deel aan de Slag om Frankrijk, welke voor haar eindigde in Duinkerken.
Na de evacuatie vanuit Frankrijk maakte de divisie deel uit van de "Tweede British Expeditionary Force". Dat was het deel dat afgesneden was van de hoofdmacht en naar het zuiden gedreven werd. Na aanvankelijk nog versterkt te zijn werd deze macht eind juni 1940 geëvacueerd door middel van Operatie Ariel. Terug in Schotland werd de divisie getraind voor oorlogsvoering in de bergen, maar werd nimmer in die rol gebruikt. In augustus 1944 werd zij toegevoegd aan het Eerste Geallieerde Luchtleger. (Als een bergeenheid had zij weinig zware uitrusting en was daardoor geschikt voor luchttransport.)

### De Schelde
Op 9 oktober 1944, kort na het arriveren op het vasteland van Europa, vroeg Montgomery aan om Brooke om de divisie toe te voegen aan het Eerste Canadese Leger. Op die manier zou zij kunnen helpen de vitale haven van Antwerpen te openen. Als gevolg daarvan werden de bergtroepen van de 52e Divisie ingezet in terrein dat zelfs nog onder zeeniveau lag. De onder water gezette polders langs de Schelde in België en Nederland, werd het nieuwe operatieterrein. De divisie nam onder meer deel aan de Operatie Vitality en de Operatie Infatuate van de Slag om de Schelde die respectievelijk tot doel hadden Zuid-Beveland en Walcheren te veroveren. Op die manier zou het gehele Schelde-estuarium in geallieerde handen komen. Pas dan was er een veilige scheepsroute naar Antwerpen en kon het gebruikt worden als bevoorradingsroute voor de troepen in Noordwest Europa. Het was in deze vitale operaties dat de 52ste Divisie haar eerste grote slag uit moest vechten door de landingen bij het dorp Baarland (Amber Beach en Green Beach) en dat deed met groot succes.

### Na de Slag om de Schelde
In januari 1945 nam de divisie deel aan Operatie Blackcock. Dit betrof het opruimen van het Duitse verzet in de driehoek gevormd door het zuidelijk gelegen geallieerde front, de Maas en de Roer, globaal tussen Sittard en Roermond.

### Samenstelling gedurende de Tweede Wereldoorlog
(op 1 november 1944, kort na de aankomst op het slagveld in het Noordwest Europa.)
De beroemde territoriale regimenten die werden opgenomen in de 52e Laagland Divisie, waren allen afkomstig uit de Schotse Laaglanden. Sommigen hebben een geschiedenis die meer dan driehonderd jaar teruggaat. De divisie bestond uit drie brigades, de 155e, 156e en 157e Brigades.
155e Infanterie Brigade
- 7e/9e Bataljon The Royal Scots (The Royal Regiment)
- 4e Bataljon The King's Own Scottish Borderers
- 5e Bataljon The King's Own Scottish Borderers

156th Infanterie Brigade
- 4e/5e Bataljon The Royal Scots Fusiliers
- 6e Bataljon The Cameronians (Scottish Rifles)
- 7e Bataljon The Cameronians (Scottish Rifles)

157th Infanterie Brigade
- 1e Bataljon The Glasgow Highlanders
- 5e Bataljon The Highland Light Infantry
- 6e Bataljon The Highland Light Infantry

Deze Schotse Territoriale Bataljons werden versterkt met een grote instroom uit alle delen van Groot-Brittannië en waren niet alleen afkomstig uit de traditionele werfgebieden.
Andere eenheden van de divisie
- 52 Reconnaissance Regiment RAC
- 7e bataljon The Manchester Regiment (machinegeweer eenheid)
- 79 Field Regiment RA
- 80 Field Regiment RA
- 186 Field Regiment RA
- 1 Mountain Regiment RA
- 54 Anti-Tank Regiment RA
- 108 Light Anti-Aircraft Regiment RA
- 202 Field Company RE
- 241 Field Company RE
- 554 Field Company RE
- 243 Field Park Company RE
- 17 Bridging Platoon RE

## Na de Tweede Wereldoorlog
Na de Tweede Wereldoorlog keerde de divisie terug naar het Territoriale Leger. In 1948 werden de 52e (Laagland) Divisie en de 51e (Hoogland) Divisie samengevoegd tot de 51e/52e Schotse Divisie. Dit bleef zo tot 1967. Toen werd de divisie gesplitst in de 51e (Hoogland) Brigade en de 52e (Laagland) Brigade. Na nog een reorganisatie is de voormalige divisie thans een regiment, waarvan de verschillende eenheden nog steeds de tradities dragen van de voorgaande eenheden.

## Commandanten
- 1915: Aylmer Hunter-Weston
- 1943: Neil Ritchie
- J.S. Drew
- J.E. Laurie
- 1944-1945: Edmund Hakewill-Smith
- 1952-1955: George Collingwood
- Rohan Delacombe
- 1961: John Dutton Frost
- 1964-1966: Henry Leask
- 1966-1967: James Bowes-Lyon

## Trivia
- Prinses Anne is erekolonel van het 52e Laagland Regiment.